# 処分保留
処分保留（しょぶんほりゅう）とは、勾留期限内に十分な証拠が揃わなかった場合、検察官が起訴の可否を保留して被疑者を釈放すること。
不起訴処分の場合は当該刑事事件で再起訴されないが、処分保留で釈放された被疑者は起訴の可否を保留としているため、余罪捜査が並行している場合には起訴される可能性がある。

## 関連用語
- 略式手続
- 即決裁判手続
- 起訴猶予処分
- 付審判制度
- 検察審査会